# Stover (Missouri)
Stover é uma cidade localizada no estado americano de Missouri, no Condado de Morgan.

## Demografia
Segundo o censo americano de 2000, a sua população era de 968 habitantes.
Em 2006, foi estimada uma população de 1036, um aumento de 68 (7.0%).

## Geografia
De acordo com o United States Census Bureau tem uma área de
2,3 km², dos quais 2,3 km² cobertos por terra e 0,0 km² cobertos por água. Stover localiza-se a aproximadamente 328 m acima do nível do mar.

## Localidades na vizinhança
O diagrama seguinte representa as localidades num raio de 28 km ao redor de Stover.